# Ярцевский район
Я́рцевский райо́н — административно-территориальная единица (район) и муниципальное образование (муниципальный район) в центральной части Смоленской области России.
Административный центр — город Ярцево.

## География
Район расположен в центральной части Смоленской области. Граничит с Духовщинским, Кардымовским, Сафоновским, Дорогобужским и Холм-Жирковским районами. Площадь территории — 1618,93 км².
Гидрография
Основными реками района являются р. Вопь и р. Днепр. Речки, проходящие по территории район, относящиеся к бассейну Вопи, это: Царевич, Осотня, Стрелка, Курочка, Уссота, Лехвинка, Вотря, Дубна, Касицкая, Лойня, Тунька, Городна, Усачевка, Каменка, Ведоса, Халымка, Пальна, Труботня. Речки, проходящие по территории район, относящиеся к бассейну Днепра, это: Ракита, Великая, Сига, Лосьмена.
Большинство рек берёт начало с болот.
Территория района обладает значительными запасами грунтовых и пластовых вод.
Экология
Воды многих рек района значительно загрязнены, это связано с хозяйственной деятельностью. Наиболее загрязнена река Вопь.

## История
Ярцевский район образован в 1929 году с центром в г. Ярцево. 5 марта 1960 года к Ярцевскому району была присоединена часть территории упразднённого Батуринского района.
В ходе российского вторжения в Украину в ночь на 31 декабря 2024 года нефтебазу в Ярцевском районе атаковали украинские беспилотники. Возник пожар.

## Население
| 2001    | 2002    | 2004    | 2005    | 2006    | 2007    | 2008    | 2009    | 2010    |
| ------- | ------- | ------- | ------- | ------- | ------- | ------- | ------- | ------- |
| 66 100  | ↘62 012 | ↘61 500 | ↘60 400 | ↘59 400 | ↘59 000 | ↘58 500 | ↘57 444 | ↘56 297 |
| 2011    | 2012    | 2013    | 2014    | 2015    | 2016    | 2017    | 2018    | 2019    |
| ↘55 635 | ↘55 619 | ↘55 099 | ↘54 440 | ↘54 231 | ↘53 403 | ↘52 419 | ↘51 481 | ↘50 497 |
| 2020    | 2021    | 2024    |         |         |         |         |         |         |
| ↘49 742 | ↘48 301 | ↘46 827 |         |         |         |         |         |         |

### Урбанизация
В городских условиях (город Ярцево) проживают 86.13 % населения района.

### Национальный состав
По итогам переписи населения 2020 года проживали следующие национальности (национальности менее 0,1 % и другое, см. в сноске к строке «Другие»):
| Национальность | Численность, чел. | Доля     |
| -------------- | ----------------- | -------- |
| Русские        | 44 117            | 91,34 %  |
| Армяне         | 470               | 0,97 %   |
| Украинцы       | 401               | 0,83 %   |
| Белорусы       | 292               | 0,60 %   |
| Азербайджанцы  | 230               | 0,48 %   |
| Узбеки         | 168               | 0,35 %   |
| Таджики        | 166               | 0,34 %   |
| Татары         | 153               | 0,32 %   |
| Молдаване      | 62                | 0,13 %   |
| Другие         | 2242              | 4,64 %   |
| Итого          | 48 301            | 100,00 % |

## Муниципально-территориальное устройство
В муниципальный район входят одно городское поселение и пять сельских поселений.
| № | Муниципальное образование         | Административный центр | Количество населённых пунктов | Население (чел.) | Площадь (км²) |
| - | --------------------------------- | ---------------------- | ----------------------------- | ---------------- | ------------- |
| 1 | Ярцевское городское поселение     | город Ярцево           | 4                             | ↘40 419          |               |
| 2 | Капыревщинское сельское поселение | деревня Капыревщина    | 48                            | ↘1982            |               |
| 3 | Михейковское сельское поселение   | деревня Михейково      | 13                            | ↘1410            |               |
| 4 | Мушковичское сельское поселение   | деревня Мушковичи      | 9                             | ↘714             |               |
| 5 | Подрощинское сельское поселение   | деревня Подроща        | 14                            | ↘856             |               |
| 6 | Суетовское сельское поселение     | деревня Суетово        | 28                            | ↘1798            |               |

Первоначально Законом Смоленской области от 28 декабря 2004 года в составе муниципального района были образованы 12 муниципальных образований, в том числе 1 городское и 11 сельских поселений. Законом Смоленской области от 25 мая 2017 года, c 5 июня 2017 года были упразднены 6 сельских поселений: Кротовское, Львовское, Миропольское и Репинское (включены в Капыревщинское сельское поселение); Зайцевское (включено в Михейковское сельское поселение); Петровское (включено в Суетовское сельское поселение).
| Муниципальное образование 2005—2017 гг. | Население (тыс. чел.) | Площадь (км²) | Административный центр |
| --------------------------------------- | --------------------- | ------------- | ---------------------- |
| Ярцевское городское поселение           | 46266                 | 32            | город Ярцево           |
| Зайцевское сельское поселение           | 1780                  | 118.8         | деревня Зайцево        |
| Капыревщинское сельское поселение       | 1880                  | 89.4          | деревня Капыревщина    |
| Кротовское сельское поселение           | 260                   | 59.4          | деревня Кротово        |
| Львовское сельское поселение            | 280                   | 132.6         | деревня Львово         |
| Миропольское сельское поселение         | 360                   | 359.3         | деревня Мирополье      |
| Михейковское сельское поселение         | 1314                  | 83.0          | деревня Михейково      |
| Мушковичское сельское поселение         | 760                   | 65.0          | деревня Мушковичи      |
| Подрощинское сельское поселение         | 600                   | 114.0         | деревня Подроща        |
| Петровское сельское поселение           | 1240                  | 135.6         | деревня Петрово        |
| Репинское сельское поселение            | 530                   | 271.2         | деревня Репино         |
| Суетовское сельское поселение           | 1190                  | 96.4          | деревня Суетово        |

## Населённые пункты
В Ярцевский район входят 116 населённых пунктов, в том числе город и 115 сельских населённых пунктов.
| №   | Населённый пункт | Тип     | Население | Муниципальное образование         |
| --- | ---------------- | ------- | --------- | --------------------------------- |
| 1   | Ярцево           | город   | ↘40 330   | Ярцевское городское поселение     |
| 2   | Балыки           | деревня | 1         | Капыревщинское сельское поселение |
| 3   | Боброво          | деревня | 8         | Суетовское сельское поселение     |
| 4   | Большое Пивкино  | деревня | 0         | Капыревщинское сельское поселение |
| 5   | Большое-Бердяево | деревня | 8         | Капыревщинское сельское поселение |
| 6   | Бортники         | деревня | 3         | Михейковское сельское поселение   |
| 7   | Бочарники        | деревня | 12        | Михейковское сельское поселение   |
| 8   | Бракулино        | деревня | 1         | Капыревщинское сельское поселение |
| 9   | Буравлево        | деревня | 13        | Суетовское сельское поселение     |
| 10  | Буяново          | деревня | 64        | Суетовское сельское поселение     |
| 11  | Верхоповье       | деревня | 0         | Капыревщинское сельское поселение |
| 12  | Ветлицы          | деревня | 3         | Капыревщинское сельское поселение |
| 13  | Воротышино       | деревня | 37        | Мушковичское сельское поселение   |
| 14  | Вышегор          | деревня | 2         | Суетовское сельское поселение     |
| 15  | Глисница         | деревня | 0         | Капыревщинское сельское поселение |
| 16  | Голочево         | деревня | 4         | Капыревщинское сельское поселение |
| 17  | Горбыли          | деревня | 1         | Суетовское сельское поселение     |
| 18  | Горки            | деревня | 27        | Подрощинское сельское поселение   |
| 19  | Городна          | деревня | 4         | Капыревщинское сельское поселение |
| 20  | Гришино          | деревня | 12        | Мушковичское сельское поселение   |
| 21  | Дарьино          | деревня | 3         | Суетовское сельское поселение     |
| 22  | Дедешино         | деревня | 28        | Мушковичское сельское поселение   |
| 23  | Дедово           | деревня | 1         | Капыревщинское сельское поселение |
| 24  | Дмитрово         | деревня | 0         | Капыревщинское сельское поселение |
| 25  | Дубины           | деревня | 24        | Суетовское сельское поселение     |
| 26  | Дуброво          | деревня | 0         | Ярцевское городское поселение     |
| 27  | Елча             | деревня | 3         | Подрощинское сельское поселение   |
| 28  | Ерзаки           | деревня | 0         | Капыревщинское сельское поселение |
| 29  | Жуково           | деревня | 3         | Капыревщинское сельское поселение |
| 30  | Заборье          | деревня | 39        | Суетовское сельское поселение     |
| 31  | Завозни          | деревня | 13        | Капыревщинское сельское поселение |
| 32  | Задняя           | деревня | 6         | Капыревщинское сельское поселение |
| 33  | Зайцево          | деревня | 310       | Михейковское сельское поселение   |
| 34  | Замощье          | деревня | 33        | Суетовское сельское поселение     |
| 35  | Засижье          | деревня | 169       | Суетовское сельское поселение     |
| 36  | Захолынь         | деревня | 15        | Капыревщинское сельское поселение |
| 37  | Зубово           | деревня | 123       | Подрощинское сельское поселение   |
| 38  | Зубовщина        | деревня | 0         | Капыревщинское сельское поселение |
| 39  | Исаково          | деревня | 3         | Капыревщинское сельское поселение |
| 40  | Калиновка        | деревня | 6         | Капыревщинское сельское поселение |
| 41  | Капыревщина      | деревня | 759       | Капыревщинское сельское поселение |
| 42  | Клемятино        | деревня | 30        | Суетовское сельское поселение     |
| 43  | Климово          | деревня | 69        | Капыревщинское сельское поселение |
| 44  | Ковали           | деревня | 16        | Подрощинское сельское поселение   |
| 45  | Колковичи        | деревня | 58        | Михейковское сельское поселение   |
| 46  | Крапивка         | деревня | 24        | Суетовское сельское поселение     |
| 47  | Кречеца          | деревня | 10        | Капыревщинское сельское поселение |
| 48  | Кротово          | деревня | 130       | Капыревщинское сельское поселение |
| 49  | Кузьмино         | деревня | 34        | Мушковичское сельское поселение   |
| 50  | Курцово          | деревня | 31        | Мушковичское сельское поселение   |
| 51  | Кухарево         | деревня | 0         | Суетовское сельское поселение     |
| 52  | Ланино           | деревня | 36        | Суетовское сельское поселение     |
| 53  | Левашово         | деревня | 4         | Капыревщинское сельское поселение |
| 54  | Лесничество      | посёлок | 0         | Капыревщинское сельское поселение |
| 55  | Лопаткино        | деревня | 0         | Подрощинское сельское поселение   |
| 56  | Лосево           | деревня | 26        | Капыревщинское сельское поселение |
| 57  | Львово           | деревня | 179       | Капыревщинское сельское поселение |
| 58  | Льнозавода       | посёлок | 266       | Капыревщинское сельское поселение |
| 59  | Малое Пивкино    | деревня | 0         | Капыревщинское сельское поселение |
| 60  | Малое-Бердяево   | деревня | 4         | Капыревщинское сельское поселение |
| 61  | Манчино          | деревня | 10        | Суетовское сельское поселение     |
| 62  | Матренино        | деревня | 16        | Подрощинское сельское поселение   |
| 63  | Мачульники       | деревня | 2         | Суетовское сельское поселение     |
| 64  | Милохово         | деревня | 0         | Ярцевское городское поселение     |
| 65  | Мирополье        | деревня | 226       | Капыревщинское сельское поселение |
| 66  | Михайлово        | деревня | 29        | Подрощинское сельское поселение   |
| 67  | Михейково        | деревня | 1083      | Михейковское сельское поселение   |
| 68  | Мушковичи        | деревня | 315       | Мушковичское сельское поселение   |
| 69  | Новосёлки        | деревня | 0         | Капыревщинское сельское поселение |
| 70  | Ольхово          | деревня | 257       | Суетовское сельское поселение     |
| 71  | Павлово          | деревня | 0         | Капыревщинское сельское поселение |
| 72  | Перелесь         | деревня | 13        | Суетовское сельское поселение     |
| 73  | Петрово          | деревня | 321       | Суетовское сельское поселение     |
| 74  | Печеничено       | деревня | 81        | Капыревщинское сельское поселение |
| 75  | Плаксино         | деревня | 4         | Капыревщинское сельское поселение |
| 76  | ПМК              | посёлок | 215       | Капыревщинское сельское поселение |
| 77  | Погуляевка       | деревня | 16        | Суетовское сельское поселение     |
| 78  | Подроща          | деревня | 291       | Подрощинское сельское поселение   |
| 79  | Подселица        | деревня | 1         | Капыревщинское сельское поселение |
| 80  | Постниково       | деревня | 107       | Суетовское сельское поселение     |
| 81  | Приселье         | деревня | 9         | Михейковское сельское поселение   |
| 82  | Прость           | деревня | 13        | Суетовское сельское поселение     |
| 83  | Репино           | деревня | 293       | Капыревщинское сельское поселение |
| 84  | Рядыни           | деревня | 4         | Капыревщинское сельское поселение |
| 85  | Самсоново        | деревня | 78        | Капыревщинское сельское поселение |
| 86  | Самуйлово        | деревня | 4         | Михейковское сельское поселение   |
| 87  | Сапрыкино-1      | деревня | 37        | Мушковичское сельское поселение   |
| 88  | Сапрыкино-2      | деревня | 235       | Мушковичское сельское поселение   |
| 89  | Свищёво          | деревня | 60        | Суетовское сельское поселение     |
| 90  | Сельцо           | деревня | 0         | Подрощинское сельское поселение   |
| 91  | Семёново         | деревня | 11        | Мушковичское сельское поселение   |
| 92  | Скачихино        | деревня | 16        | Михейковское сельское поселение   |
| 93  | Скачково         | деревня | 8         | Михейковское сельское поселение   |
| 94  | Слизино          | деревня | 5         | Капыревщинское сельское поселение |
| 95  | Солнечная        | деревня | 46        | Капыревщинское сельское поселение |
| 96  | Староселье       | деревня | 4         | Капыревщинское сельское поселение |
| 97  | Староселье       | деревня | 325       | Подрощинское сельское поселение   |
| 98  | Стогово          | деревня | 24        | Подрощинское сельское поселение   |
| 99  | Суетово          | деревня | 794       | Суетовское сельское поселение     |
| 100 | Суховарино       | деревня | 19        | Капыревщинское сельское поселение |
| 101 | Труново          | деревня | 13        | Михейковское сельское поселение   |
| 102 | Устье            | деревня | 2         | Капыревщинское сельское поселение |
| 103 | Федосово         | деревня | 26        | Суетовское сельское поселение     |
| 104 | Хатуни           | деревня | 0         | Подрощинское сельское поселение   |
| 105 | Хатченки         | деревня | 3         | Капыревщинское сельское поселение |
| 106 | Холм             | деревня | 6         | Михейковское сельское поселение   |
| 107 | Хотеново         | деревня | 1         | Суетовское сельское поселение     |
| 108 | Худотино         | деревня | 35        | Подрощинское сельское поселение   |
| 109 | Челновая         | деревня | 48        | Подрощинское сельское поселение   |
| 110 | Чистая           | деревня | 92        | Михейковское сельское поселение   |
| 111 | Чуркино          | деревня | 11        | Капыревщинское сельское поселение |
| 112 | Шишкино          | деревня | 17        | Михейковское сельское поселение   |
| 113 | Шурково          | деревня | 11        | Капыревщинское сельское поселение |
| 114 | Щекино           | деревня | 0         | Ярцевское городское поселение     |
| 115 | Ярцево-Гурьево   | деревня | 0         | Суетовское сельское поселение     |
| 116 | Ярцево-Сурменево | деревня | 0         | Суетовское сельское поселение     |

## Экономика
Промышленность
Большая часть промышленности сосредоточено в г. Ярцево.
- Текстильная промышленность:
  - ОАО «Ярцевский хлопчатобумажный комбинат»,
  - трикотажная фабрика «Фантики».
- Предприятия машиностроения и металлургии:
  - ГУП «Литейно-прокатный завод»,
  - ООО «Ярцевский литейный завод»,
  - ЗАО «Ярцевская технологическая компания АМО ЗИЛ»,
  - ЗАО «Баско»,
  - ООО «Автомаш»,
  - ЗАО «Аркада»,
  - ООО «Метагипс».
  - ООО «Сипма Ру» сельскохозяйственная техника
- Пищевая промышленность:
  - ООО «Ярцевский хлебокомбинат»,
  - ЗАО «Хлебозавод № 1»,
  - ООО «Ярцевомолоко»,
  - ЗАО «Ликёроводочный завод № 1».

## Транспорт
По территории проходит автодорога федерального значения «Москва—Беларусь» и Московская железная дорога.

## Достопримечательности
- Храм Покрова Богоматери — деревня Капыревщина
- Храм Святителя Николая — деревня Суетово
- Храм Спаса Нерукотворного — деревня Засижье (в процессе возведения)
- Храм Святой Троицы — деревня Мушковичи (в процессе возведения)
- Находится в центре города — Площадь

## Люди, связанные с районом

### Известные личности
- Козлов, Марк Александрович — генерал-лейтенант (деревня Кухарево).
- Папилов, Николай Гаврилович — полный кавалер Ордена Славы (село Ульхово, ныне находящееся в городской черте Ярцево).

### Герои Советского Союза
- Акимов, Василий Иванович (деревня Горелый Лом)
- Басов, Фёдор Евсеевич (деревня Староселье)
- Власов, Николай Дмитриевич (деревня Старое Село)
- Гришунов, Егор Матвеевич (деревня Сеченки)
- Машков, Алексей Захарович (деревня Кульбакино)
- Мормулев, Михаил Глебович (деревня Артемовка)
- Романенков, Николай Титович (деревня Юшино)

### Герои Социалистического Труда
- Еремин, Владимир Харитонович (деревня Скачково)
- Иванов, Георгий Тихонович (деревня Костичка)
- Иванюто, Анна Логвиновна (деревня Большие Фоменники)
- Колотыркин, Яков Михайлович (деревня Занино)
- Котова, Надежда Наумовна (деревня Маковье)
- Макаревский, Александр Иванович (деревня Мушковичи)
- Степченков, Михаил Сергеевич (деревня Пантюхино)